# 二重三角十二・十二面体
二重三角十二・十二面体（Ditrigonal Dodecadodecahedron）とは、一様多面体の一種で、正十二面体の辺を深く削り6つの二等辺三角形にしたような形をしている。各頂点には星型五角形と正五角形が3枚ずつ交差して集まる。またこの立体は（非凸なものを含む場合の）準正多面体でもある。二重三角十二面体（Ditrigonal dodecahedron）と呼ばれることもあるが、誤りであるとされている。

## 性質
- 構成面: 星型五角形 12枚、正五角形 12枚
- 辺: 60
- 頂点数: 20
- 頂点形状: (5, 5/3)3
- ワイソフ記号: 3 | 5 5/3
- 枠: 正十二面体
- 双対: Medial triambic icosahedron（外観は正二十面体の星型のDe2f2）
- 外接球半径: 一辺を2とすると {\displaystyle {\sqrt {3}}}

## 同じ枠を持つ立体
- 正十二面体
- 大星型十二面体
- 小二重三角二十・十二面体
- 大二重三角二十・十二面体
- 二重三角十二・十二面体
- 5個の正六面体による複合多面体
- 5個の正四面体による複合多面体
- 10個の正四面体による複合多面体